# 禾路
沙華度·干沙尼斯·馬高（Salvador González Marco，1963年10月9日—），人稱禾路（Voro），生於西班牙華倫西亞，是華倫西亞土生土長的足球員。

## 生平
禾路年少時已加入巴伦西亚青年隊接受訓練，是一位出色的後衛。84年外借到特內里費，85年重返巴伦西亚，可惜球隊成積強差人意，球隊遭遇了創會以來唯一一次的降班之痛。86/87球季在西乙作賽，並奪得西乙冠軍，87/88球季重返西甲。禾路在80年代末期及90年代初期為巴伦西亚的主力成員。93年轉會拉科魯尼亞，並在95年贏得職業生涯的首個錦標西班牙盃，94年代表西班牙國家隊出席美國世界杯，球員生涯末期為CD Logroñés效力，但因為膝部傷患而結束球員身涯。退役後返回巴伦西亚作教練工作。
2008年4月21日，巴伦西亚因球隊成積強差人意，辭退罗纳德·科曼，任命禾路為球隊暫代主教練。
華倫西亞在賽季完結後，聘請了艾瑪利為球隊主教練，他將會於2008年7月15日正式上任。